# Kathy Johnson
Kathy Johnson född den 13 september 1959 i Oak Ridge, Tennessee, är en amerikansk gymnast.
Hon tog OS-silver i lagmångkampen och OS-brons i bom i samband med de olympiska gymnastiktävlingarna 1984 i Los Angeles.